# Momotaro Densetsu
Momotaro Densetsu (桃太郎伝説 Momotarō Densetsu?, lit. La leyenda del niño melocotón) (también conocido por el nombre abreviado Momoden) es una serie de videojuegos de rol japoneses protagonizada por Momotarō, un personaje del folklore japonés, presentando también otros personajes tradicionales como Kintarō, Urashima Tarō y la princesa Kaguya de El cuento del cortador de bambú.

## Videojuegos
- Momotaro Densetsu (桃太郎伝説?) (Famicom: 26-10-1987, Sharp X68000: 26-02-1988, PlayStation: 23-12-1998)
- Momotaro Densetsu Turbo (桃太郎伝説ターボ?) (PC Engine: 20-07-1990)
- Momotaro Densetsu Ⅱ (桃太郎伝説Ⅱ?) (PC Engine: 22-12-1990)
- Momotaro Densetsu Gaiden (桃太郎伝説外伝?) (Game Boy: 26-12-1991, PC Engine: 04-12-1992, Famicom: 17-12-1993)
- Shin Momotaro Densetsu (新桃太郎伝説?) (Super Famicom: 24-12-1993)
- Momotaro Densetsu 1→2 (桃太郎伝説1→2?) (Game Boy Color: 01-01-2001)
- Momotaro Densetsu Mobile (桃太郎伝説モバイル?) (i-mode: 18-04-2011, Yahoo! Keitai (Yahoo!ケータイ?): 28-04-2011)